# Iron Mask de Cannes
Pour les articles homonymes, voir Masque de fer et Iron Mask.
Stade
Maillots
Champion D3 : 2019
Champion D2 : 1994, 1995, 2001, 2005, 2008
Saison en cours
L' Iron Mask de Cannes est un club français de football américain de première division française, fondé en 1991 à Cannes et entraîné depuis 2025 par Arnaud Vidaller (it).
Il possède une section de flag football jouant en deuxième division régionale depuis la saison 2024 laquelle est entraînée par Alexandre Blanchet, ancien joueur des Molosses d'Asnières.
Le nom du club fait référence à l'homme au masque de fer (Man in the Iron Mask en anglais), célèbre prisonnier sur l'île Sainte-Marguerite à Cannes.

## Histoire
En 1996, Jacques Dussault est l’entrainneur de l'équipe promue. Il est épaulé par Danny Maciocia.
En 1998, le club est éliminé en demi-finale par les Argonautes d'Aix-en-Provence, également futurs champions de France.
La saison suivante, le club esr relégué en deuxième division.
Après le sacre de 2001 en D2, le club joue les saisons 2002, et 2003 au sein de l'élite française puis redescend en D2. Il retrouve la D1 pour deux saisons, en  2009 et en 2010.
Relégué en troisième division en 2016, l'Iron Mask de Cannes est éliminé lors des demi-finales de conférence Sud face aux Canonniers de Toulon, empêchant une remontée immédiate.
En 2019, la victoire 41 à 28 face aux South Fighters d'Avignon en finale de conférence, permet au club de retrouver la deuxième division.
Après un titre de troisième division en 2019 et deux saisons amputées à la suite de la pandémie de Covid-19, le club rate la montée en première division à deux points près.
En 2022, l’entraîneur Enver Ramovic, également responsable de l'attaque de l'équipe de France de football américain, quitte le club pour rejoindre les Grizzlys Catalans.
Malgré une défaite en finale de conférence face aux Corsaires d'Évry en 2023, le club est promu en D1 pour la saison 2024 à la suite du refus du club d'Évry de monter de division.
Cannes, considéré comme outsider, atteint dès 2025 la phase finale du championnat et élimine le Flash de La Courneuve 21 à 20 ce qui les qualifie pour la finale laquelle est cependant perdue 44 à 12 contre les champions en titre des Black Panthers de Thonon,. À l'issue de cette même saison, Timothe Labarriere est récompensé  Meilleur joueur de moins de 24 ans. Le Staff du club est lui second du championnat, derrière celui de Thonon-les-Bains.

## Palmarès
| - Championnat de France D1 : - Vice-champion : 2025 - Championnat de France D2 : - Champions (5) : 1994, 1995, 2001, 2005 et 2008 - Vice-champion : 2000 - Championnat de France D3 : - Champions (1) : 2019 - Championnat de France junior : - Vice-champion : 2002 |

## Bilan saison par saison
| Saison    | Division                        | Conférence                      | Poule                           | Saison régulière                | Saison régulière                | Saison régulière                | Saison régulière                | Saison régulière                | Saison régulière                | Saison régulière                | Phase finale                                                                                     |
| --------- | ------------------------------- | ------------------------------- | ------------------------------- | ------------------------------- | ------------------------------- | ------------------------------- | ------------------------------- | ------------------------------- | ------------------------------- | ------------------------------- | ------------------------------------------------------------------------------------------------ |
| Saison    | Division                        | Conférence                      | Poule                           | Place                           | M.J.                            | V                               | N                               | D                               | +                               | -                               | Phase finale                                                                                     |
| < 1996    | A joué en divisions inférieures | A joué en divisions inférieures | A joué en divisions inférieures | A joué en divisions inférieures | A joué en divisions inférieures | A joué en divisions inférieures | A joué en divisions inférieures | A joué en divisions inférieures | A joué en divisions inférieures | A joué en divisions inférieures | A joué en divisions inférieures                                                                  |
| 1996      | D1                              | Sud                             | A                               | 2e                              | 7                               | 2                               | 0                               | 5                               | 255                             | 236                             | Éliminé en demi-finale par les futurs champions de France, les Mousquetaires du Plessis-Robinson |
| 1997      | D1                              | ?                               | ?                               | ?                               | ?                               | ?                               | ?                               | ?                               | ?                               | ?                               | -                                                                                                |
| 1998      | D1                              | Sud                             | -                               | 2e                              | 9                               | 7                               | 0                               | 2                               | 193                             | 72                              | Éliminé en demi-finale par les Argonautes d'Aix-en-Provence, futurs champions                    |
| 1999      | D1                              | Sud                             | -                               | 4e                              | 5                               | 1                               | 0                               | 4                               | 46                              | 131                             | Relégué en D2                                                                                    |
| 2000-2001 | A joué en divisions inférieures | A joué en divisions inférieures | A joué en divisions inférieures | A joué en divisions inférieures | A joué en divisions inférieures | A joué en divisions inférieures | A joué en divisions inférieures | A joué en divisions inférieures | A joué en divisions inférieures | A joué en divisions inférieures | A joué en divisions inférieures                                                                  |
| 2002      | D1                              | A                               | -                               | 3e                              | 10                              | 3                               | 0                               | 7                               | 171                             | 243                             | Battu en match de wild card par les Molosses d'Asnières                                          |
| 2003      | D1                              | -                               | -                               | ?                               | ?                               | ?                               | ?                               | ?                               | ?                               | ?                               | Relégué en D2                                                                                    |
| 2004-2008 | A joué en divisions inférieures | A joué en divisions inférieures | A joué en divisions inférieures | A joué en divisions inférieures | A joué en divisions inférieures | A joué en divisions inférieures | A joué en divisions inférieures | A joué en divisions inférieures | A joué en divisions inférieures | A joué en divisions inférieures | A joué en divisions inférieures                                                                  |
| 2009      | D1                              | Sud                             | -                               | 4e                              | 10                              | 4                               | 0                               | 6                               | 234                             | 349                             | -                                                                                                |
| 2010      | D1                              | Sud                             | 3                               | 8e                              | 10                              | 2                               | 0                               | 8                               | 204                             | 306                             | Relégué en D2                                                                                    |
| 2011-2023 | A joué en divisions inférieures | A joué en divisions inférieures | A joué en divisions inférieures | A joué en divisions inférieures | A joué en divisions inférieures | A joué en divisions inférieures | A joué en divisions inférieures | A joué en divisions inférieures | A joué en divisions inférieures | A joué en divisions inférieures | A joué en divisions inférieures                                                                  |
| 2024      | D1                              | Sud                             | -                               | 5e                              | 10                              | 4                               | 0                               | 6                               | 175                             | 205                             | -                                                                                                |
| 2025      | D1                              | Sud                             | -                               | 1er                             | 10                              | 8                               | 1                               | 1                               | 303                             | 188                             | Champion de Conf. Sud Battus en finale par les Black Panthers de Thonon                          |

## Personnalités liées au club

### Entraineurs
- Jacques Dussault
- Danny Maciocia
- Alexandre Blanchet
- Arnaud Vidaller (it)

### Joueurs notables
- Demetrius Eaton (it)
- Anthony Gardner (it)
- Roberto Lira (it)
- Philéas Pasqualini (it)
- Joachim Torrelli (it)
- Louis Tribouley (it)
- Paul Veritas (it)